# Symbole de la NASA

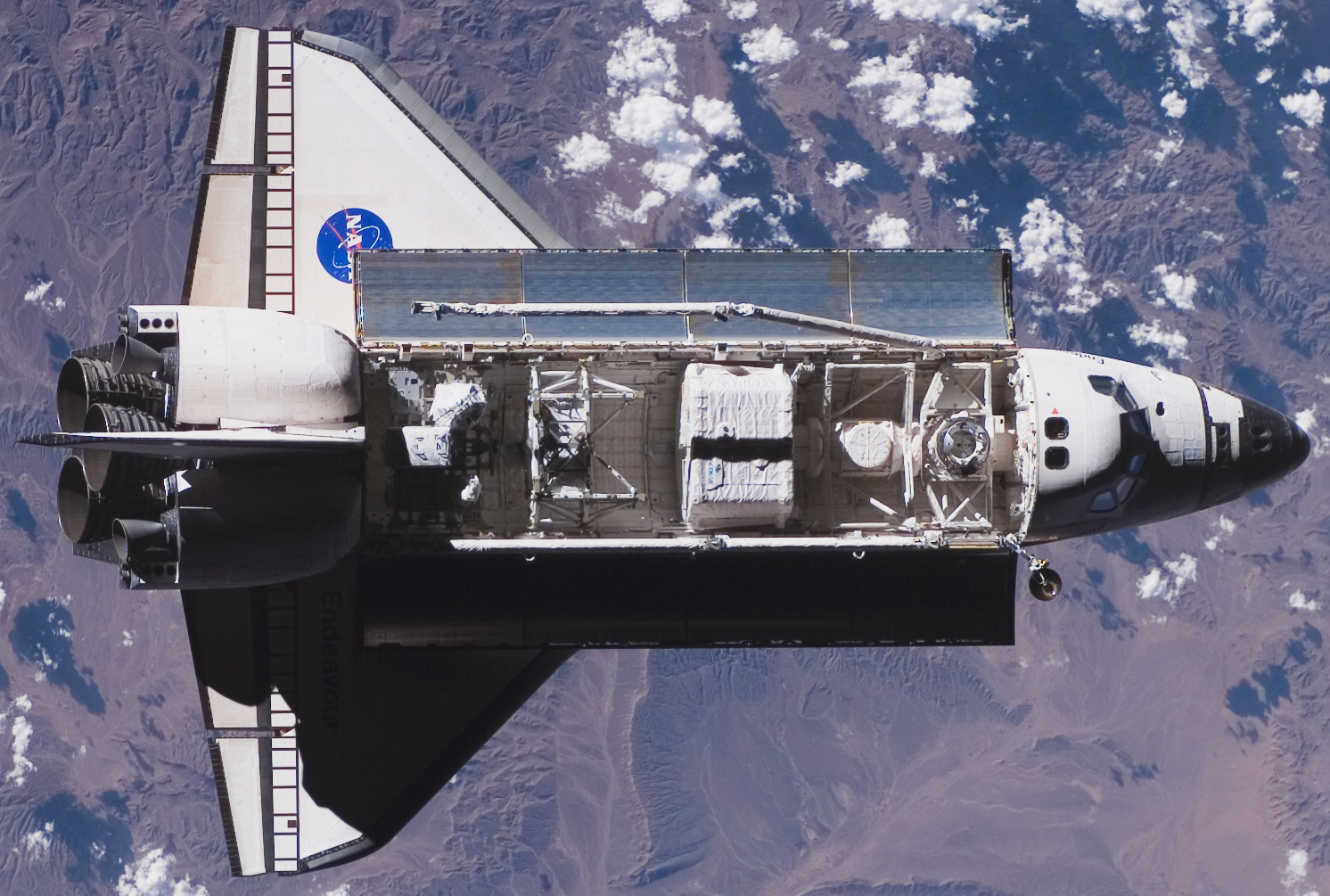
Le symbole de la NASA visible sur la navette spatiale Endeavour en 2007.

Le symbole de la National Aeronautics and Space Administration (NASA) est multiple : développé initialement à la fin des années 1950, il existe en effet trois principales versions officielles.

## Histoire
Les trois symboles comprennent l'insigne de la Nasa (meatball), le logotype de la Nasa (the Worm) et le sceau de la NASA. Ce dernier a été approuvé par le président Dwight D. Eisenhower en 1959, et légèrement modifié par John Fitzgerald Kennedy en 1961.
L'insigne habituel (meatball) a été créé par James Modarelli en 1959. Il montre une forme aérodynamique issue d'un projet d'aile supersonique des années 1950 devant des constellations stylisées (Orion, Cygne et probablement Andromède) sur un fond bleu rond qui représente une planète.
Plusieurs éléments du meatball sont repris, avec des éléments de l'emblème de l'Air Force Space Command, dans le sceau de l'United States Space Force.
Le logotype de la Nasa (the Worm), stylisé avec un texte incurvé rouge minimaliste (the Worm), créé dans les années 1970 a été retiré de l'utilisation officielle depuis 1992. Néanmoins, il sera réutilisé dans les années 2020 avec la mission SpX-DM2.

## Galerie

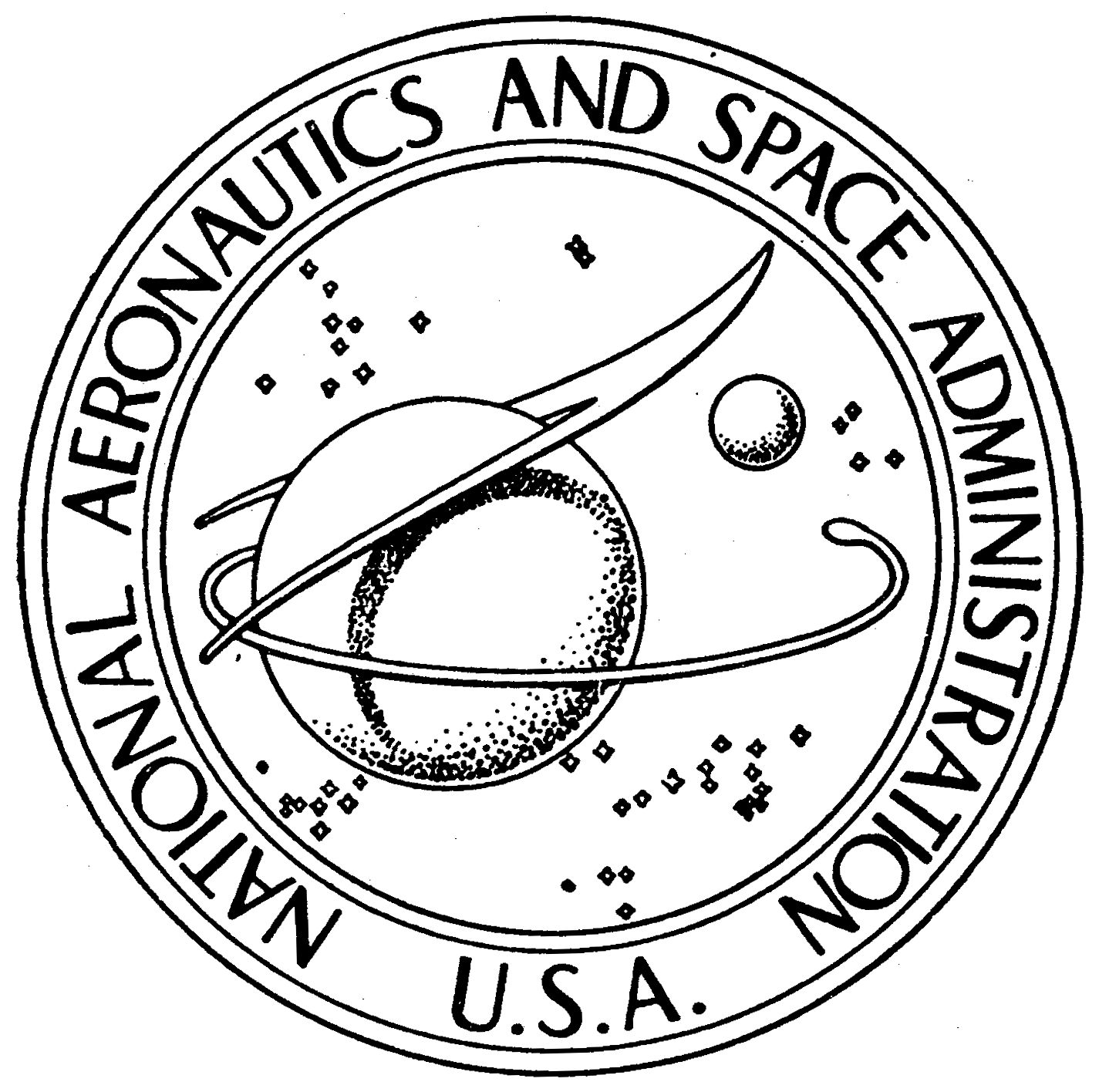
Insigne en variante noire et blanche.
Logotype (meatball), 1959-.
Logotype (the Worm), 1975–1992, 2020-.
Sceau.